# Ехабі
Ехабі (рос. Эхаби) — село у Охінському міському окрузі Сахалінської області Російської Федерації.
Населення становить 116 осіб (2013).

## Історія
Від 1925 року належить до Охінського міського округу Сахалінської області.

## Населення
| 1959 | 1970  | 1979  | 1989  | 2002 | 2010 | 2013 |
| ---- | ----- | ----- | ----- | ---- | ---- | ---- |
| 4404 | ↘2903 | ↘2338 | ↘1677 | ↘539 | ↘146 | ↘116 |